# Psicologia positiva
Il termine psicologia positiva designa una prospettiva teorica ed applicativa della psicologia che si occupa dello studio del benessere personale, costrutto al centro della qualità della vita.
Lo studio della qualità della vita, che ha ricevuto un'attenzione crescente negli ultimi trent'anni da parte di medicina, psicologia e sociologia, distingue gli indicatori oggettivi, quali la salute fisica, le condizioni abitative e lavorative, dagli indicatori soggettivi come la percezione del proprio benessere psicologico e il soddisfacimento delle proprie aspirazioni.
Proprio questi ultimi sono stati centrali nello sviluppo della psicologia positiva. 
Secondo Martin E. P. Seligman, lo psicologo statunitense che è riconosciuto il padre della moderna psicologia positiva, la psicologia deve dedicare pari attenzione agli aspetti patologici della persona e agli aspetti positivi dell'esistenza umana: emozioni piacevoli, potenzialità, virtù e abilità dell'individuo.
Questi aspetti sono sostenuti da istituzioni positive quali la democrazia, la famiglia e la libertà d'informazione.
Gli aspetti psicologici positivi permettono di limitare i disturbi psicologici, migliorano le capacità di recupero e sostengono la felicità dell'individuo. La qualità della vita sono gli aspetti fisici, sociali ed emozionanti del benessere di un paziente che sono rilevanti e importanti per l'individuo.

## Definizione
Seligman e Csikszentmihalyi definiscono la psicologia positiva come "... lo studio scientifico del funzionamento umano positivo e fiorente su più livelli che include la dimensione biologica, personale, relazionale, istituzionale, culturale e globale della vita." Christopher Peterson definisce la psicologia positiva come "... lo studio scientifico di ciò che rende la vita più degna di essere vissuta".
In Italia Accursio Gennaro, docente, scrittore e conferenziere è fra i principali esponenti di questa corrente.

## Concetti base
La psicologia positiva è collegata al concetto di eudaimonia, "la vita buona" o fiorente, il vivere secondo ciò che detiene il maggior valore nella vita - i fattori che contribuiscono maggiormente a una vita vissuta e appagante. Pur non tentando una definizione rigorosa della buona vita, gli psicologi positivi concordano sul fatto che si deve vivere una vita felice, impegnata e significativa per sperimentare "la bella vita". Martin Seligman ha definito "la bella vita" come "usare ogni giorno i propri punti di forza per produrre un'autentica felicità e un'abbondante gratificazione". Secondo Christopher Peterson, "l'eudaimonia trionfa sull'edonismo".
La psicologia positiva completa, senza voler sostituire o ignorare, le aree tradizionali della psicologia. Sottolineando lo studio dello sviluppo umano positivo, questo campo aiuta a bilanciare altri approcci che si concentrano sul disordine e che possono produrre solo una comprensione limitata. La psicologia positiva ha anche posto un'enfasi significativa sulla promozione dell'autostima e dell'immagine di sé positive, sebbene gli psicologi positivi con una predisposizione meno umanistica abbiano meno probabilità di concentrarsi con attenzione sulla questione.
La premessa fondamentale della psicologia positiva è che gli esseri umani sono spesso attratti dal futuro più di quanto non siano guidati dal passato. Un cambiamento nel nostro orientamento al tempo può influenzare in modo drammatico il modo in cui pensiamo alla natura della felicità. Seligman ha identificato altri possibili obiettivi: famiglie e scuole che consentono ai bambini di crescere, luoghi di lavoro che mirano alla soddisfazione e all'elevata produttività e insegnano agli altri la psicologia positiva.
Coloro che praticano la psicologia positiva tentano interventi psicologici che promuovano atteggiamenti positivi verso le proprie esperienze soggettive, i tratti individuali e gli eventi della vita. L'obiettivo è minimizzare i pensieri patologici che possono sorgere in una mentalità disperata e, invece, sviluppare un senso di ottimismo nei confronti della vita. Gli psicologi positivi cercano di incoraggiare l'accettazione del proprio passato, l'eccitazione e l'ottimismo delle proprie esperienze future e un senso di contentezza e benessere nel presente.
I concetti correlati sono felicità, benessere, qualità della vita, soddisfazione, e vita significativa.

## Aree di ricerca
Secondo Seligman e Peterson, la psicologia positiva si occupa di tre questioni: emozioni positive, tratti positivi e istituzioni positive. Le emozioni positive riguardano l'essere contenti del proprio passato, essere felici nel presente e avere speranza per il futuro. I tratti individuali positivi si concentrano sui punti di forza e sulle virtù. Infine, le istituzioni positive si basano sui punti di forza per migliorare una comunità di persone.
Secondo Peterson, gli psicologi positivi sono interessati a quattro argomenti: (1) esperienze positive, (2) tratti psicologici duraturi, (3) relazioni positive e (4) istituzioni positive. Secondo Peterson, i temi di interesse per i ricercatori nel campo sono: stati di piacere o flusso, valori, punti di forza, virtù, talenti, nonché i modi in cui questi possono essere promossi dai sistemi e dalle istituzioni sociali.